# Adolf Feldtmann

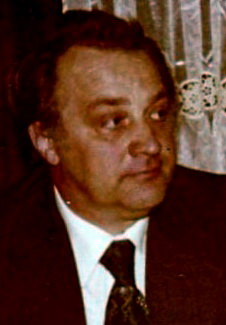
Adolf Feldtmann, 1982

Adolf Feldtmann (* 27. Mai 1928 in Hamburg; † 30. November 1990 ebenda) war ein deutscher Politiker und Abgeordneter der Hamburgischen Bürgerschaft für die SPD.

## Leben
Nach Beendigung der Volksschule wurde Adolf Feldtmann im Kriegsjahr 1942 als 15-Jähriger zu den Flakhelfern eingezogen und 1944 zum Militär. 1945 geriet er in Kriegsgefangenschaft. Von 1950 bis 1953 machte er eine Lehre und wurde anschließend Mitarbeiter der Hamburger Sparkasse. Er blieb dort bis zu seiner Pensionierung tätig, zuletzt in der Pressestelle.
Adolf Feldtmann verstarb 62-jährig in seiner Geburtsstadt wurde auf dem dortigen Friedhof Ohlsdorf im Planquadrat Bt 65 südwestlich von Kapelle 11 beigesetzt.

## Politik
Adolf Feldtmann war für die SPD im Kreis Hamburg-Nord in verschiedenen Funktionen tätig, unter anderem im Kreisvorstand. Von 1970 bis 1978 saß er in der Bezirksversammlung Hamburg-Nord, davon die letzten beiden Amtsjahre als Fraktionsvorsitzender. Von 1978 bis 1982 wurde er als Abgeordneter in die Hamburgische Bürgerschaft gewählt. Er gehörte 1981/82 dem Parlamentarischen Untersuchungsausschuss zum Persien-Engagement der Hamburger Stadtentwicklungsgesellschaft mbH (HStG) an. Am 9. November 1981 wurde er in den Vorstand der SPD-Bürgerschaftsfraktion gewählt.